# Revisión estructurada
En ingeniería de software, una revisión estructurada es una forma de revisión de software por colegas en la cual un diseñador o programador lidera a los miembros de un equipo de desarrollo y a otra de las partes involucradas a través de un producto de software.
Los participantes hacen preguntas y comentarios acerca de posibles errores, violación de estándares de desarrollo, y otros problemas.
El "producto de software" normalmente se refiera a un tipo de documento técnico. Tal como es indicado por la definición de la IEEE, esto puede ser un documento de diseño de software o código fuente de un programa, pero también casos de uso, definiciones del proceso de negocios, especificaciones de casos de prueba y una variedad de otra documentación técnica también puede ser revisada.
Una revisión estructurada difiere de una revisión de software técnica en la forma abierta de su estructura y su objetivo de familiarización.
- Datos: Q11702993